# Bugge Wesseltoft

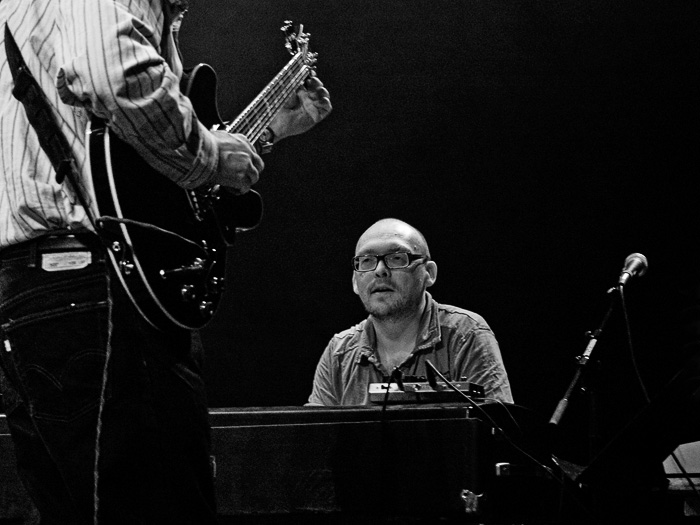
Bugge Wesseltoft en el Festival de Moers, 2006

Jens Christian Bugge Wesseltoft (nacido el 1 de febrero de 1964 en Porsgrunn) es un músico de jazz noruego, pianista, compositor y productor. En 1990, Bugge dejó la tradición jazzística noruega para orientarse hacia el estilo que se ha llamado future jazz o nu jazz.

## Discografía

### New Conception of Jazz
- New Conception of Jazz - 1997 - Jazzland
- Sharing - 1998 - Jazzland
- Moving - 2001 - Jazzland
- Live - 2003 - Jazzland
- FiLM iNG - 2004 - Jazzland

### Solo
- It's snowing on my piano - 1997 - Act
- IM - 2007 - Jazzland
- Playing - 2009 - Jazzland
- Songs - 2012 - Jazzland

### ConSidsel Endresen
- Nightsong - 1994 - Act
- Duplex Ride - 1998 - Curling Legs
- Out Here, In There - 2002 - Jazzland

### ConLaurent Garnier
- The Cloud Making Machine - 2005 - F Communications
- Public Outburst - 2007 - F Communications

### ConHenrik Schwarz
- Wesseltoft Schwarz Duo - 2011 - Jazzland

### ConHenning Kraggerud
- Last Spring - 2012 - ACT